# 2029 dans les chemins de fer
 (août 2021).
 (2029).
| Années des chemins de fer : 2026 - 2027 - 2028 - 2029 - 2030 - 2031 - 2032    |
| Décennies des chemins de fer : 1990 - 2000 - 2010 - 2020 - 2030 - 2040 - 2050 |

Cet article présente les faits marquants de l'année 2029 dans les chemins de fer.

## Évènements prévus[Par qui ?]
- Mise en service des MF 19 sur la Ligne 3 du Métro de Paris et réforme de quelques MF 67.
- Mise en service des MF 19 sur la Ligne 7 du Métro de Paris et réforme de quelques MF 77.
- Mise en service des MF 19 sur la Ligne 8 du Métro de Paris et réforme de quelques MF 77.
- Mise en service des MF 19 sur la Ligne 12 du Métro de Paris et réforme de quelques MF 67.